# Meme hack

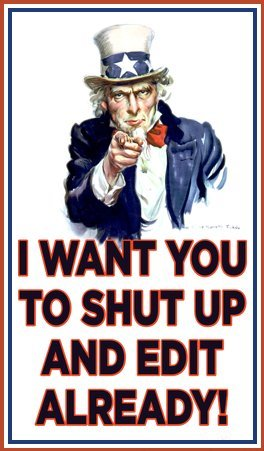
Tio Sam usado em paródia.

Um meme hack é mudar um meme para expressar um ponto de vista não pretendido ou inerente à imagem original, ou até mesmo o oposto ao original. O meme pode ser pensamentos, conceitos, idéias, teorias, opiniões, crenças, práticas, hábitos, músicas ou ícones. Distorções de logotipos corporativos também são conhecidas como subvertising. Outra definição é: "Intencionalmente alterar um conceito ou frase, ou usá-lo em um contexto diferente, de modo a subverter o significado."